# Petrus Georgii Tillæus
Petrus Georgii Tillæus, född 20 januari 1663 i Grangärde, död 12 juli 1744 i Västerås, var en svensk präst och riksdagsman.

## Biografi
Petrus Georgii Tillæus var son till kyrkoherden i Grangärde socken Georgius Andreæ Tillæus. Farfadern var bonde och länsman och morfadern lås- och rörsmed. Inksriven 1672 vid Uppsala universitet där han studerade för Andreas Grubb och i synnerhet ägnade sig åt orientaliska språk. Han tog magisterexamen 1688, sedan han försvarat Vikuah al mishkan ohel moed sive historiola tabernaculi mosaici, skriven på hebreiska och latin, för Gustaf Lillieblad. Efter ytterligare någon tid vid universitetet anställdes han 1692 i Carolus Carlssons hem som informator. Året därpå fick han tjänst som lektor i vältalighet och poesi vid Västerås gymnasium och prästvigdes. Han hade under ett par år plats som vice pastor i Munktorps socken, medan ordinarie pastor var bortrest, och var andre teologie lektor i Västerås, när han blev förste teologie lektor efter att 1702 ha disputerat med Dissertatio inauguralis de Theologia distincta Veteris Testamenti för Jesper Svedberg. Han blev också kyrkoherde i Badelunda. År 1715 var han åter i Dalarna då han blev kyrkoherde och kontraktsprost i Rättviks socken. Redan 1719 var han åter i Västerås och var därefter domprost. Han blev 1732 doktor i teologi. 
Tillæus var riksdagsman 1710 och 1719.
Hans första hustru hette Katarina von Glan och var både änka och frånskild. Andra hustrun tillhörde en ofrälse gren av släkten Tilas. Tredje hustrun antas ha varit släkt med Carolus Carlsson. Ett barn i sista äktenskapet var Georg Tillæus, en annan Olov Tillæus. En bror var Johannes Georgii Tillæus.